# حامد سنو
حامد سنّو (زادهٔ ۲۵ آوریل ۱۹۸۸ در بیروت، لبنان) خوانندهٔ اصلی گروه آلترناتیو راک مشروع لیلی است.
سنو در سال ۲۰۰۸ میلادی، زمانی که دانشجوی طراحی گرافیک در دانشگاه آمریکایی بیروت بود، گروه مشروع لیلی را بنیان گذارد.
تاکنون تصویر سنو بر روی جلد دو مجلهٔ مرتبط با دگرباشی جنسی قرار گرفته‌است. یکی مجلهٔ فرانسوی تتو و دیگری مجلهٔ اردنی مای. کالی. سنو آشکارا همجنس‌گرا است و در زمینهٔ حقوق دگرباشان جنسی در خاورمیانه و جهان فعالیت کرده‌است.